# Stelis nubis
Stelis nubis är en orkidéart som beskrevs av Oakes Ames. Stelis nubis ingår i släktet Stelis och familjen orkidéer. Inga underarter finns listade i Catalogue of Life.